# Crawley, Hampshire
Crawley är en civil parish i Winchester, Storbritannien.   Den ligger i grevskapet Hampshire och riksdelen England, i den södra delen av landet, 100 km sydväst om huvudstaden London. Arean är 45 kvadratkilometer. Crawley gränsar till Horley. Orten har 418 invånare (2011). Byn nämndes i Domedagsboken (Domesday Book) år 1086, och kallades då Crauuelie.
Terrängen i Crawley är platt.